# Gustav Karsten
Pour les articles homonymes, voir Karsten.
Gustav Karsten est un physicien et métrologue allemand, né le 24 novembre 1820 à Berlin et mort le 16 mars 1900 à Kiel.
Il est l’auteur de Lehrgang der mechanischen Naturlehre (1849-1853) et a travaillé à une réforme des poids et mesures.

## Biographie
En 1847, il est nommé à la chaire de Minéralogie, de Géologie, de Géographie physique et de Physique de l'Université Christian-Albrecht de Kiel (CAU). Physicien par vocation, il ne s'en occupe pas moins de la collection minéralogique de l'université ; mais sa spécialité est la physique des océans. Le futur anthropologue et ethnologue Franz Boas est du nombre de ses doctorants.
En 1859, Karsten prend la direction des services métrologiques des duchés de Schleswig et de Holstein, et en 1869 est appelé à la direction de la Commission prussienne (et bientôt impériale) des Poids et mesures. À ce poste, il étend à tout l'Empire allemand les techniques d'étalonnage qu'il a développées pour les duchés. À compter de cette date, il exerce à quatre reprises la charge de recteur de l'université de Kiel. Karsten est membre exécutif de la Commission prussienne des sciences de la Mer, instituée en 1870. Il supervise le projet de Guillaume Ier d'un « canal Mer du Nord-mer Baltique » (l'actuel Canal de Kiel).